# Evald Okas
Evald Okas (* 15. Novemberjul. / 28. November 1915greg. in Tallinn; † 30. April 2011 ebenda) war ein estnischer Maler und Grafiker.

## Leben
Evald Okas wurde als Sohn von Karl und Alviine Okas in der estnischen Hauptstadt geboren. Er besuchte die Grundschule in Nõmme und die Oberrealschule in Tallinn. Von 1931 bis 1937 studierte er an der Staatlichen Kunstgewerbeschule bei Voldemar Mellik, Roman Nyman und August Jansen. 1939 trat er in die Staatliche Höhere Kunstschule ein, wo er sich unter seinem Lehrer Johannes Greenberg verstärkt mit Malerei beschäftigte. 1941 schloss Okas sein Studium ab. 1939 nahm er erstmals an einer Ausstellung in Tallinn teil.
Mit der sowjetischen Besetzung Estlands und dem deutschen Überfall auf die Sowjetunion wurde Okas 1941 in ein Arbeitsbataillon der Roten Armee eingezogen. Ab 1942 gehörte er hinter der Front zum Sowjet-Estnischen Künstlerkollektiv in Jaroslawl. Dort war er 1943 auch Mitbegründer der Estnischen Künstlervereinigung (Eesti Kunstnike Liit). Eine enge Verbindung schloss er mit dem estnischen Künstler Eduard Einmann.
1944 kehrte Okas in seine Heimat zurück. Er wurde als Dozent an das ab 1951 so genannte Staatliche Kunstinstitut der Estnischen SSR berufen. Okas hatte zunächst den Lehrstuhl für Malerei, später für Grafik inne. 1954 wurde er zum Professor ernannt. 1993 wurde er Emeritprofessor der Tallinner Kunsthochschule.
Als einer der ersten sowjet-estnischen Künstler durfte Okas auch ins Ausland reisen. Dabei lernte er unter anderem Zentralasien, Holland, Belgien, Luxemburg, Japan, Indien, die USA, Kanada, Italien und Griechenland kennen.

## Künstlerisches Werk
Evald Okas war einer der produktivsten bildenden Künstler im Estland seiner Zeit. Er hat ein vielseitiges Werk hinterlassen. Dazu gehören Monumentalgemälde, Tafelbilder, Grafiken und Exlibris, Aktzeichnungen, Porträts, Landschaftsbilder und Keramik-Arbeiten. Besonders in den 1940er und 1950er Jahren standen historische Themen und Kriegsbilder im Vordergrund seines Schaffens. 1947 schuf er gemeinsam mit Elmar Kits und Richard Sagrits das 91 Quadratmeter große monumentale Deckengemälde im Estonia-Theater in Tallinn.
Von den Eindrücken seiner Auslandsreisen setzte er später zahlreiche Impressionen in seiner Malerei und in den grafischen Arbeiten um. Ab den 1970er Jahren wandte er sich vermehrt dem Akt zu. Berühmt sind auch seine Illustrationen zum estnischen Nationalepos Kalevipoeg von 1960. 1987 schuf Okas im Stil des Sozialistischen Realismus das monumentale Wandgemälde „Völkerfreundschaft“ im Hauptsaal des Estnischen Geschichtsmuseums auf Schloss Maarjamäe. Über 50 Ausstellungen im In- und Ausland wurden dem Werk von Evald Okas gewidmet.
2003 wurde im Zentrum der westestnischen Stadt Haapsalu aus privaten Spenden ein Museum zu Ehren von Evald Okas gegründet. Die Dauerausstellung zeigt zahlreiche Werke des Künstlers. Daneben sind Sonderausstellungen zu sehen. Das Museum ist in einer ehemaligen Schänke aus dem 19. Jahrhundert untergebracht.

## Politik
Neben seinem künstlerischen Wirken war Evald Okas auch politisch aktiv. Von 1963 bis 1971 war er Abgeordneter im Obersten Sowjet der Estnischen SSR. Von 1974 bis 1983 war er Abgeordneter des Obersten Sowjets der UdSSR.

## Auszeichnungen
Ab 1948 wurde Okas insgesamt sechs Mal der Staatspreis der Estnischen SSR verliehen, 1963 der Titel eines „Volkskünstlers der UdSSR“. Im selben Jahr wurde er zum Ehrenmitglied der Accademia di Belle Arti von Florenz ernannt. 1975 wurde er in die Akademie der Künste der Sowjetunion aufgenommen, deren korrespondierendes Mitglied er bereits seit 1962 war.

## Privatleben
Evald Okas war mit Mari Okas (1918–1995) verheiratet. Er starb 2011 im Alter von 95 Jahren in Tallinn und liegt auf dem dortigen Waldfriedhof begraben. Evald Okas ist der Vater der Malerin Mari Roosvalt, der Glaskünstlerin Kai Koppel und des Architekten und Grafikers Jüri Okas.